# Бруштунов, Витольд Янович

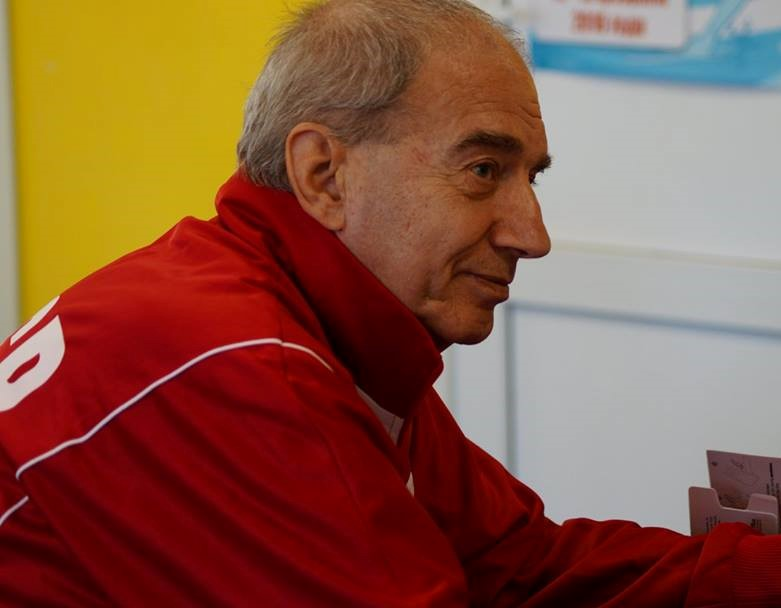
Витольд Бруштунов

Витольд Янович Бруштунов (6 февраля 1944 — 31 марта 2020) — российский бриджист, неоднократный чемпион СССР, многократный призёр и победитель крупнейших соревнований по бриджу, преподаватель, организатор, теоретик, судья, автор монографии «Современный бридж».

## Биография
Родился в 6 февраля 1944 в Молотовске в семье медиков. Мать — Бруштунова Р. И. (01.01.1910 — 08.09.1983) врач. В бридж начала играть с 1966 г. Ведущий популяризатор и фанатик бриджа. Участвовала практически во всех всесоюзных турнирах в 1960-е и 1970-е годы.
Витольд Бруштунов окончил во Львове школу № 52 в 1961 году. Поступил на физический факультет Львовского Государственного Университета. Был призван в армию, взял с собой несколько книг о бридже. Там к концу 1963 г. научился играть в бридж. После возвращения из армии проводил домашние турниры во Львове.
Организатор в 1966 г. старейшего в СССР официального бриджевого клуба (при львовском Доме учёных) и одного из первых традиционных всесоюзных турниров в конце 1960-тых годов во Львове.
В 1974 году уехал из Львова. В Ленинградском оптическом институте стал Кандидатом физико-математических наук.
В своей квартире на Колокольной начал обучать бриджу и два раза в неделю проводил турниры (на одном из турниров количество столов достигло 21)
Летом 1987 года при активном участии Витольда на территории Клуба железнодорожников был официально открыт Клуб спортивного бриджа, который̆ работает и по настоящее время.
В 1989 году организовал в Ленинграде первый в СССР международный бриджевый фестиваль состоявший из нескольких турниров (парные, командный, паттон).
2007 году в бизнес-центре «Эмили» провёл первое занятие по бриджу в группе московских учеников. С 2010 года занятия проводились в РАН.
Более 40 лет Витольд учил играть в бридж, за это время создал свою методику преподавания.